# Samarija
Samarija ili Šomron (hebrejski: שומרון, moderni: , tiberijski: Šōmərôn; grčki: Σαμάρεια, Samáreia; arapski: سامريّون, Sāmariyyūn ili السامرة, as-Samarah, takođe poznata kao جبال نابلس, Jibal Nablus) je izraz za brdsko područje koje odgovara sjeverozapadnom dijelu Zemlje Izrael.
Ime je dobila po drevnom gradu koji je bio prijestolnica Kraljevine Izrael.

## Istorija

### Antička
U Isusovo vreme, Samarićani su bili omraženi od strane Isusovih sunarodnika Jevreja. Samarićani su takođe mrzeli Jevreje. Tenzije su posebno narasle početkom 1. veka kada su Samarićani navodno oskrnavili jevrejski hram ljudskim kostima.

### Savremena
Područje je nakon Izraelsko-arapskog rata godine 1948. postalo dio Jordana. U Šestodnevnom ratu ju je okupirao Izrael, te se otada tamo grade jevrejska naselja. Temeljem sporazuma iz Osla uprava nad Samarijom je prešla u ruke Palestinske uprave.

## Spoljašnje veze
- Entry for Samaria in 1911 Encyclopaedia Britannica
- Shomron National Park (Sebastia) at Israel Nature and Parks Authority site
- Pictures of the ruins of Shomron